# Tąpkowice (gmina)
Tąpkowice (do 1954 Sączów, od 1997 Ożarowice) – dawna gmina wiejska istniejąca w latach 1973–1996 w woj. katowickim (dzisiejsze woj. śląskie). Nazwa gminy pochodzi od wsi Tąpkowice, lecz siedzibą władz gminy były Ożarowice.
Gmina Tąpkowice została utworzona 1 stycznia 1973 w powiecie tarnogórskim w woj. katowickim. 9 grudnia 1973 do gminy Tąpkowice przyłączono część obszaru gminy Bobrowniki z powiatu będzińskiego (sołectwo Celiny). 1 czerwca 1975 gmina weszła w skład nowo utworzonego (mniejszego) woj. katowickiego. 1 stycznia 1992 do gminy Tąpkowice przyłączono kolejną część obszaru gminy Bobrowniki (część wsi Sączów). 
1 stycznia 1997 nazwę gminy Tąpkowice zmieniono na właściwą jej siedzibie – Ożarowice.